# Вельцер, Харальд
Ха́ральд Ве́льцер (нем. Harald Welzer; 27 июля 1958, Биссендорф, Ведемарк, Нижняя Саксония, ФРГ) — немецкий социолог и социальный психолог, специалист по исторической памяти, насилию и влиянию климата на перемены в обществе.

## Биография
Изучал социологию, психологию и литературу в Ганноверском университете. Там же в 1988 году получил степень доктора по социологии, в 1993 году хабилитированного доктора по социальной психологии и 2001 году хабилитированного доктора по социологии.
В 1988—1993 годы — младший научный сотрудник кафедры истории, философии и социальных наук Ганноверского университета.
В период с 1994 по 1995 и 1997—1998 — директор Института психологии Ганноверского университета.
С 2004 года — директор Центра междисциплинарных исследований памяти (до 2011 года входил в состав Эссенского института культурологии, с 2012 — в составе Фленсбургского университета)
С 2006 года — научный сотрудник MARIAL-центра Университета Эмори.
В 2007—2011 годы — член Совета Эссенского института культурологии.
В 2008—2013 годы — руководитель проектов «Память стихийных бедствий» и «Сдвиги базисных линий» Эссенского института культурологии.
С 2012 года — профессор трансформационного дизайна Фленсбургского университета, а также директор Центра Норберта Элиаса трансформационного дизайна и исследований.
Профессор социальной психологии Университета Виттен/Хердекке.
Соучредитель и директор благотворительного фонда «Futurzwei», целью которого является разработка новым способом устройства экономической и общественной жизни.

## Научная деятельность
В своей книге «Дедушка не был нацистом» (нем. Opa war kein Nazi) обращается к истории нацистской Германии как социально-психологическому феномену и исследует поведение немцев в повседневной жизни в этот период через семейные воспоминания. Лишь небольшая часть исследованных семей соглашалась с виновностью и ответственностью свои родственников за те вещи, которые они совершили во время Второй мировой войны. Частым явлением были преуменьшения и якобы незнание об этом. Более того они сами себя изображали в качестве жертв и героев.
В книге «Виновники. Как становились массовыми убийцами простых людей» (нем. Täter. Wie aus ganz normalen Menschen Massenmörder) Вельцер углубил раннее исследование американского историка Холокоста Кристофера Браунинга о мотивации будущих нацистских преступников при вступлении в айнзацгруппы, как и причинах преступной деятельности имевших хорошее социальное происхождение Франца Штангля и Вернера Беста. Вельцер проводит сравнение массовых убийств людей в Третьем рейхе с подобными событиями во Вьетнаме, Руанде и Югославии.
В книге «Климатические войны» (нем. Klimakriege) Вельцер рассматривает глобальное потепление как всё ещё недооценённая угроза для человеческого существования. По его мнению стихийное бедствие является спусковым крючком для социальных потрясений, поскольку а таких обстоятельствах насилие рассматривается как стратегическое средство борьбы. Крушение общественного и политического порядка во многих уголках мира приводит к «нескончаемой войне». Это было возможно избежать, если бы зажиточные слои населения изменили бы свой нынешний уровень потребления.
В книге «Самомыслие. Руководство в сопротивлению» (нем. Selbst denken. Eine Anleitung zum Widerstand) Вельцер выступил в защиту плодотворного образа жизни, где на первое место поставлены не потребительские материальные блага, а счастье и жизнеспособность. Он критикует нынешний образ жизни построенный на нескончаемом росте потребления материальных благ. Вельцером представлены различные виды успешного самоуправления и самомыслия, направленные на общее благо, а не на стремление к личной выгоде и использования других в собственных корыстных целях.
В совместной с историком Зёнке Найтцелем Вельцер представил исследование «Солдаты Вермахта. Подлинные свидетельства боёв, страданий и смерти» (нем. Soldaten. Protokolle vom Kämpfen, Töten und Sterben) основанное на анализе протоколов прослушиваний немецких военнопленных в специальных центрах Великобритании и США, которые хранятся в Национальных архивах Великобритании и США. Исследование получилось междисциплинарным, поскольку Найцелю потребовался коллега, специализирующийся на методах истории ментальности и истории повседневности. Исследование проводилось три года. За это время были собраны все необходимые источники и проведён их анализ на стыке истории и психологии. Кроме того исследовательская группа из 8 участников опубликовала сборник статей, посвященный анализу протоколов. В общей сложности было изучено более 100 тысяч листов протоколов прослушиваний около 15 тысяч немецких военнопленных, в большинстве своём попавших в плен в Африке, Италии и Западной Европе. Анализ исторических документов проводился по тематическим блокам, впоследствии ставших подразделами книги: сбивание (самолётами), власть ради власти, приключения, эстетика разрушения, наслаждение, охота, затопления (вражеских судов), убийство с точки зрения оккупанта, преступления в отношении военнопленных, представление об уничтожении, участие в расстрелах, слухи, чувства, секс, техника, вера в победу, вера в фюрера, идеология, военные ценности. Кроме того, в отдельных подразделах книги проведён сравнительный анализ основного массива документов с протоколами прослушивания итальянских и японских военнопленных, как и служащих Ваффен СС.
Кандидат исторических наук, старший научный сотрудник Института истории Украины НАН Украины М. Г. Дубик отмечает, что книга «не оставляет сомнений относительно непосредственного участия вермахта в преступлениях».. 

## Научные труды

### Монографии
- Welzer H. Zwischen den Stühlen. Eine Längsschnittuntersuchung zum Übergangsprozess von Hochschulabsolventen. Deutscher Studien-Verlag, Weinheim 1990, ISBN 3-89271-196-8.
- Welzer H. Transitionen. Zur Sozialpsychologie biographischer Wandlungsprozesse. Edition diskord, Tübingen 1993, 320 pages ISBN 3-89295-572-7.
- Welzer H. Verweilen beim Grauen. Essays zum wissenschaftlichen Umgang mit dem Holocaust. Edition diskord, Tübingen 1997, ISBN 3-89295-619-7.
- Welzer H., Montau R., Plaß Ch. «Was wir für böse Menschen sind!» Der Nationalsozialismus im Gespräch zwischen den Generationen / H. Welzer, R. Montau, Ch. Plaß. — Tübingen: Edition Diskord, 1997. — 220 s.
- Welzer H., Moller S., Tschuggnall K. "Opa war kein Nazi―. Nationalsozialismus und Holocaust im Familiengedächnis / H. Welzer, S. Moller, K. Tschuggnall. — Frankfurt am Main: Fischer Taschenbuch, 2002. — 256 s.
- Welzer H. Täter. Wie aus ganz normalen Menschen Massenmörder werden / Harald Welzer. — Frankfurt am Main: S.Fischer Verlag, 2005. — 323 s.
- Welzer H., Markowitsch H. J.[нем.] Das autobiographische Gedächtnis. Hirnorganische Grundlagen und biosoziale Entwicklung. Klett-Cotta, Stuttgart 2005, ISBN 3-608-94406-0.
- Welzer H. Der Krieg der Erinnerung. Holocaust, Kollaboration und Widerstand im europäischen Gedächtnis, von Harald Welzer (Hrsg.), S. Fischer, Frankfurt/M. 2007, ISBN 978-3-596-17227-6.
- Welzer H. Klimakriege. Wofür im 21. Jahrhundert getötet wird, S. Fischer, Frankfurt/M. 2008, ISBN 3-10-089433-2.
- Welzer H., Leggewie C.[нем.] Das Ende der Welt, wie wir sie kannten. Klima, Zukunft und die Chancen der Demokratie. S. Fischer, Frankfurt 2009, ISBN 978-3-10-043311-4.
- Welzer H., Neitzel S. Soldaten. Protokolle vom Kämpfen, Töten und Sterben. S. Fischer, Frankfurt/M. 2011, ISBN 978-3-10-089434-2.
- Welzer H., Giesecke D. Das Menschenmögliche. Zur Renovierung der deutschen Erinnerungskultur[нем.]. Edition Körber-Stiftung[нем.], Hamburg 2012, ISBN 978-3-89684-089-9.
- Welzer H., Rammler S. Der FUTURZWEI-Zukunftsalmanach 2013: Geschichten vom guten Umgang mit der Welt. Fischer-Taschenbuch, Frankfurt 2012, ISBN 978-3-596-19420-9.
- Welzer H. Selbst denken. Eine Anleitung zum Widerstand, S. Fischer Verlag, Frankfurt am Main 2013, ISBN 978-3-10-089435-9.
- Welzer H., Sommer B. Transformationsdesign. Wege in eine zukunftsfähige Moderne. oekom, München 2014, ISBN 978-3-86581-662-7.
- Welzer H., Giesecke D., Tremel L. FUTURZWEI Zukunftsalmanach 2015/16. S. Fischer Verlag, Frankfurt am Main 2014. 544 S.
- Welzer H., Pauen M.[нем.] Autonomie. Eine Verteidigung. S. Fischer Verlag, Frankfurt a. M. 2015, ISBN 978-3-10-002250-9.

### Научная редакция
- (Hrsg.): Nationalsozialismus und Moderne. Edition diskord, Tübingen 1993, ISBN 3-89295-576-X.
- (Hrsg.): Das Gedächtnis der Bilder. Ästhetik und Nationalsozialismus. Edition diskord, Tübingen 1995, ISBN 3-89295-590-5.
- (Hrsg.): Auf den Trümmern der Geschichte. Gespräche mit Raul Hilberg, Hans Mommsen und Zygmunt Bauman. Edition diskord, Tübingen 1999, ISBN 3-89295-659-6.
- (Hrsg.): Das soziale Gedächtnis. Geschichte, Erinnerung, Tradierung. Hamburger Edition[нем.], Hamburg 2001, ISBN 3-930908-66-2.
- mit Hans J. Markowitsch (Hrsg.): Warum Menschen sich erinnern können. Fortschritte in der interdisziplinären Gedächtnisforschung. Klett-Cotta, Stuttgart 2006, ISBN 978-3-608-94422-8.
- mit Christian Gudehus[нем.] und Ariane Eichenberg (Hrsg.): Erinnerung und Gedächtnis. Ein interdisziplinäres Handbuch. Metzler, Stuttgart 2010.

### Издания на русском языке
книги
- Найтцель З., Вельцер Х. Солдаты Вермахта. Подлинные свидетельства боёв, страданий и смерти = Soldaten. Protokolle vom Kämpfen, Töten und Sterben / Пер. с нем. С. Липатов. — М.: Эксмо, 2013. — 368 с. — 3000 экз. — ISBN 978-5-699-64753-8.
- Харальд Вельцер. Обыкновенные убийцы. Как система превращает обычных людей в монстров. — М.: Альпина Паблишер, 2024. — С. 368. — ISBN 978-5-9614-9245-3.

статьи
- Вельцер Х. История, память и современность прошлого // Неприкосновенный запас. — 2005. — № 2—3 (40-41).

## Избранные лекции и интервью
- «Die Zukunft wird sehr kleinteilig sein», Welzer zu Stuttgart21 in taz, 23. Oktober 2010
- Zur Rettung der Welt, Was Sie sofort tun können: Zehn Empfehlungen von Welzer in FAS, 28. Oktober 2010
- Mein Opa und die Nazis. Über Geschichte, Erinnerung und Subjektivität (Memento vom 29. September 2007 im Internet Archive), Vortrag von Welzer in der SWR2-Sendereihe Aula, 25. Juli 2004 (Manuskript)
- Die harmlosen Bestien. Wie aus normalen Menschen Massenmörder werden (Memento vom 29. September 2007 im Internet Archive), Vortrag von Welzer in der SWR2-Sendereihe Aula, 30. Oktober 2005 (Manuskript)
- Holocaust-Täterforschung: Entwicklung von sozialen Gruppen und gesellschaftlichen Rahmenbedingungen, Vortrag von Welzer auf der Jugendpflegertagung des Landesjugendamtes Rheinland, November 2007 (Filmversion für Windows-Mediaplayer)
- Wirtschaftskrise: Warum keiner mehr durchblickt, Interview mit Nils Minkmar[нем.] in der Frankfurter Allgemeinen Zeitung, 7. Dezember 2008
- Wohlstand ohne Wachstum?, Harald Welzers sozialpsychologische Analyse gesellschaftlicher Perspektiven im Programm des Deutschlandfunks, 1. Januar 2010